# Mighty Joe Moon
Mighty Joe Moon è un album del gruppo statunitense Grant Lee Buffalo. Pubblicato nel 1994, è il secondo album della band, prodotto da Paul Kimble e distribuito dalla Slash Records.

## Il Disco
Scritto un anno e mezzo dopo Fuzzy, primo disco della band, le prime canzoni sono state registrate nel dicembre del 1993, e sono Sing Alone, Drag e Lady Godiva and Me.
Mockingbirds è stata scritta dopo il terremoto di Northridge, avvenuto alle 4:31 del 17 gennaio 1994, in cui Grant lee Phillips e la moglie hanno perso la casa. Della canzone è stato realizzato anche un video, registrato da Anton Corbijn (Nirvana, Depeche Mode).
Il disco passa da lenti ballate acustiche a canzoni dai potenti suoni generati dalle chitarre elettriche, ed è il loro album più popolare negli Stati Uniti 
Tutti i testi sono stati scritti dallo stesso Grant Lee Phillips.

## Tracce
1. Lone Star Song – 4:34
2. Mockingbirds – 4:42
3. It's the Life – 2:57
4. Sing Alone – 4:24
5. Mighty Joe Moon – 2:47
6. Demon Called Deception – 2:51
7. Lady Godiva and Me – 5:00
8. Drag – 3:03
9. Last Days of Tecumsen – 1:02
10. Happiness – 3:02
11. Honey Don't Think – 2:44
12. Side by Side – 5:04
13. Rock of Ages – 4:15

Durata totale: 46:25

## Formazione
- Grant Lee Phillips: voce, chitarra acustica ed elettrica, benjo, mandolino ed armonica.
- Paul Kimble: basso, piano, armonio, organo elettrico, voce.
- Joey Peters: batteria, percussioni.
- Greg Adamson: violoncello (solo in Mockingbirds)
- Greg Leisz: Pedal Steel guitar (solo in Lady Godiva and Me)